# ديان غلافيكا
ديان غلافيكا (بالكرواتية: Dejan Glavica)‏ هو لاعب كرة قدم كرواتي في مركز الوسط، ولد في 20 أغسطس 1991 في فاراجدين في كرواتيا. شارك مع منتخب كرواتيا تحت 20 سنة لكرة القدم ومنتخب كرواتيا تحت 21 سنة لكرة القدم. أما مع النوادي، فقد لعب مع نادي سلافن بيلوبو ونادي فاراجدين.

## وصلات خارجية
- ديان غلافيكا على موقع اتحاد كرواتيا (الكرواتية)
- ديان غلافيكا على موقع قاعدة بيانات كرة القدم.إي يو (الإنجليزية)
- ديان غلافيكا على موقع Soccerway.com (الإنجليزية)
- ديان غلافيكا على موقع عالم كرة القدم.نت (الإنجليزية)